# Elkerliek Ziekenhuis
Het Elkerliek Ziekenhuis (huisstijl Elkerliek ziekenhuis) is een Nederlands ziekenhuis in Helmond.

## Geschiedenis
De geschiedenis van het ziekenhuis gaat terug tot 1838, toen de Zusters van Liefde van onze Lieve Vrouw, Moeder van Barmhartigheid een start maakten met de zorg van armen, zieken, ouderen en weeskinderen en boden onderwijs aan kinderen. Daartoe werd een gasthuis opgericht, dat onder financiële steun van Gérard Wijnen in 1902 uitgroeide tot het Sint-Antoniusgasthuis. In 1957 kreeg het ziekenhuis na een forse groei opnieuw een nieuwe naam, namelijk het Sint-Lambertusziekenhuis. Het was het derde geheel nieuwgebouwde ziekenhuis na de Tweede Wereldoorlog en voor zijn tijd heel modern. Het werd gebouwd door de bekende Utrechtse architect Willem Maas. Behalve het ziekenhuis bouwde Maas in Helmond alleen Villa van de Kimmenade aan de Aarle-Rixtelseweg.
In Deurne heeft het Sint-Willibrordusziekenhuis een soortgelijke oorsprong. In 1857 werd door de Zusters Franciscanessen vanuit het moederhuis in Veghel naast de kerk van Deurne een liefdehuis met de naam Sancta Maria gesticht om zorg- en onderwijstaken te kunnen vervullen. In 1924 werd door de zusters aan de Kruisstraat een ziekenhuis geopend, met de naam Sint-Josephziekenhuis. Het pand diende tot 1969 als ziekenhuis, toen aan de toenmalige Bakelseweg de nieuwbouw werd geopend en het ziekenhuis werd omgedoopt in Sint-Willibrordusziekenhuis, genoemd naar de patroonheilige van het dorp. Het oude ziekenhuis deed daarna dienst als bejaardenhuis, totdat het in 1994 werd gesloopt en nieuwbouw voor het verpleeg- en verzorgingshuis werd gerealiseerd op het terrein aan de Visser, waar voorheen onder meer de boerderij van Sancta Maria en de Sint-Annaschool stonden. Het liefdehuis aan de Visser was reeds in de jaren zeventig gesloopt om plaats te maken voor parkeerplaatsen.
Fusie
Omstreeks 1983 werd door de Deurnenaren met succes geprotesteerd tegen de dreigende sluiting van het ziekenhuis. In 1986 fuseerden het Sint-Lambertusziekenhuis in Helmond en het Sint-Willibrordusziekenhuis in Deurne tot het Streekziekenhuis Helmond-Deurne. In 1990 kreeg deze fusie de naam Elkerliek ziekenhuis. Elkerliek betekent 'iedereen' ofwel 'alleman' en is afgeleid van Elckerlijc, de naam van een middeleeuws zinnenspel. De Helmondse vestiging staat aan de Wesselmanlaan, de Deurnese -na enkele infrastructurele wijzigingen rond het pand uit 1969- aan de Dunantweg.
Sinds 2009 heeft het Elkerliek ook een vestiging in Gemert. Deze polikliniek maakt deel uit van gezondheidscentrum Palissade. Mensen die in Gemert en omgeving wonen, kunnen kleine ingrepen en eenvoudige onderzoeken in het gezondheidscentrum laten uitvoeren.

## Locaties
- Deurne: 51° 28′ 4″ NB, 5° 47′ 23″ OL
- Helmond: 51° 28′ 57″ NB, 5° 38′ 33″ OL